# Microcyclops dubitabilis
Microcyclops dubitabilis is een eenoogkreeftjessoort uit de familie van de Cyclopidae. De wetenschappelijke naam van de soort is voor het eerst geldig gepubliceerd in 1934 door Kiefer.